# Paolo Montefusco
Paolo Montefusco (Carmiano, 15 de marzo de 1961) es un deportista italiano que compitió en vela en la clase 470. Su hermano Sandro también compitió en vela.
Ganó una medalla de plata en el Campeonato Mundial de 470 de 1988 y cuatro medallas en el Campeonato Europeo de 470 entre los años 1981 y 1989. Participó en dos Juegos Olímpicos de Verano, en los años 1988 y 1992, ocupando el octavo lugar en Seúl 1988.

## Palmarés internacional
| \| Campeonato Mundial \| Campeonato Mundial \| Campeonato Mundial \| Campeonato Mundial \| \| Año \| Lugar \| Medalla \| Clase \| \| ------------------ \| ---------------------- \| ------------------ \| ------------------ \| \| 1988 \| Haifa (Israel) \| Medalla de plata \| 470 \| \| Campeonato Europeo \| \| \| \| \| Año \| Lugar \| Medalla \| Clase \| \| 1981 \| Morges (Suiza) \| Medalla de bronce \| 470 \| \| 1983 \| Puck (Polonia) \| Medalla de plata \| 470 \| \| 1988 \| Quiberon (Francia) \| Medalla de plata \| 470 \| \| 1989 \| Balatonfüred (Hungría) \| Medalla de oro \| 470 \| |                        |                   |       |
| Campeonato Mundial |                        |                   |       |
| Año | Lugar                  | Medalla           | Clase |
| 1988 | Haifa (Israel)         | Medalla de plata  | 470   |
| Campeonato Europeo |                        |                   |       |
| Año | Lugar                  | Medalla           | Clase |
| 1981 | Morges (Suiza)         | Medalla de bronce | 470   |
| 1983 | Puck (Polonia)         | Medalla de plata  | 470   |
| 1988 | Quiberon (Francia)     | Medalla de plata  | 470   |
| 1989 | Balatonfüred (Hungría) | Medalla de oro    | 470   |